# Šlander
Šlander je priimek več znanih Slovencev:
- Janez Šlander, zdravnik v Gor. Gradu, prof. na Du?
- Joško (in Franc) Šlander (1906—1976), čebelar(ja)
- Jože Šlander (1894—1962), gozdar, entomolog
- Jože Šlander (ok. 1950?), študentski voditelj, prvi direktor Radia Študent, ekonomist/gospodarstvenik
- Mica (Marija) (Marinko-) Šlander (1911—1973), partizanka prvoborka in političarka
- Slavko Šlander - Aleš (1909—1941), zobotehnik, komunist, partizan, narodni heroj
- Vera Šlander - Pepca (1921—1943), študentka medicine, partizanka, politična aktivistka
- Vilko Šlander - Grom (1910—1941), ključavničar, politični delavec in partizan